# Rete Versilia
Rete Versilia è un'emittente televisiva fondata nel 1988, con sede a Viareggio, la cui programmazione si rivolge in special modo all'area della Versilia.

## Rete Versilia

### Emittente
Il 2 dicembre 1988 Paolo Balestri fonda  Rete Versilia, testata giornalistica registrata presso il Tribunale di Massa 267/90. Fanno parte di questa avventura Aldo Valleroni responsabile del telegiornale, Massimo Mazzolini e il personale tecnico e commerciale proveniente da Canale 39. Nel giugno del 1993 Balestri cede Rete Versilia. Gli studi si trasferiscono in via Verdi angolo via Puccini, ma il 15 ottobre dello stesso anno Monciatti rinuncia all'acquisto di Reteversilia mettendo in difficoltà la società che comunque prosegue la propria attività, anche se con riduzione del personale.
Dopo l'acquisizione di Telecamaiore Nuovi Orizzonti, torna di nuovo in onda sul mux canale 44.
Nella giornata di giovedì 21 dicembre 2017 il mux di TELECAMAIORE NUOVI ORIZZONTI riprende "vita" nella Versilia lato mare, irradiata dai Venti di Pedona con la seguente composizione:
Telecamaiore LCN 87 - AlertsystemTv LCN 618 - 50 News Versilia LCN 673
Dalla sera di mercoledì 28 marzo 2018 alla LCN 671 è in onda TeleVersilia (50 Young) mux 50 Canale; dal 24 agosto Televersilia ha un proprio LCN 634 nel mux 50 Canale.

### Programmi
- Rassegna stampa
- TG dentro la notizia (dal 1º ottobre 1989) Eraldo di Simo / Giuliana Lami / Massimo Mazzolini
- Vediamoci Chiaro (Aldo Valleroni)
- Battibecco (Aldo Valleroni)
- Il Personaggio (Massimo Mazzolini)
- Qui Versilia Sport (Staff di Radio Station - Roberto Paglianti)
- Tutto Spettacolo
- Versilia by Night
- Disco Dedica
- Il quizzone (Anzia Pucci)
- Il Tombolole (Anzia Pucci)
- Profumo di mare (Staff completo)
- Novanta per Novanta (Paolo Orlandini)
- Sette e Mezzo
- Lirica e qualcosa in più (Lisa Domenici e Mauro Navarri)
- Un video per..
- Le interviste di Dimitri Brandi